# Ниномия, Хироси
Хироси Ниномия (яп. 二宮 寛, род. 13 февраля 1937, Япония) — японский футболист.

## Клубная карьера
На протяжении своей футбольной карьеры выступал за клуб «Mitsubishi Heavy Industries».

## Карьера в сборной
С 1958 по 1961 год сыграл за национальную сборную Японии 12 матчей, в которых забил 9 голов.

### Статистика за сборную
| Сборная Японии | Сборная Японии | Сборная Японии |
| Год            | Матчи          | Голы           |
| -------------- | -------------- | -------------- |
| 1958           | 2              | 0              |
| 1959           | 9              | 9              |
| 1960           | 0              | 0              |
| 1961           | 1              | 0              |
| Итого          | 12             | 9              |